# Het Parool
Het Parool is een Nederlands dagblad dat in de Tweede Wereldoorlog begon als sociaaldemocratisch getinte verzetskrant. De krant richt zich vooral op stad (en gemeente) Amsterdam en is sinds februari 1998, toen de andere op Amsterdam gerichte krant De Courant/Nieuws van de Dag werd opgeheven, de enige op Amsterdam gerichte krant. Het Parool verschijnt sinds 31 maart 2004 op tabloidformaat, en werd op 1 januari 2010 deel van De Persgroep Nederland, het voormalige PCM.
Het Parool wordt door het sociaaldemocratische verleden gezien als een politiek linkse krant. Dit was echter niet in alle gevallen zo: ten tijde van de Vietnamoorlog koos de krant onder leiding van hoofdredacteur Herman Sandberg de zijde van de Verenigde Staten.

## Geschiedenis

### Het Parool als verzetskrant (1941-1945)

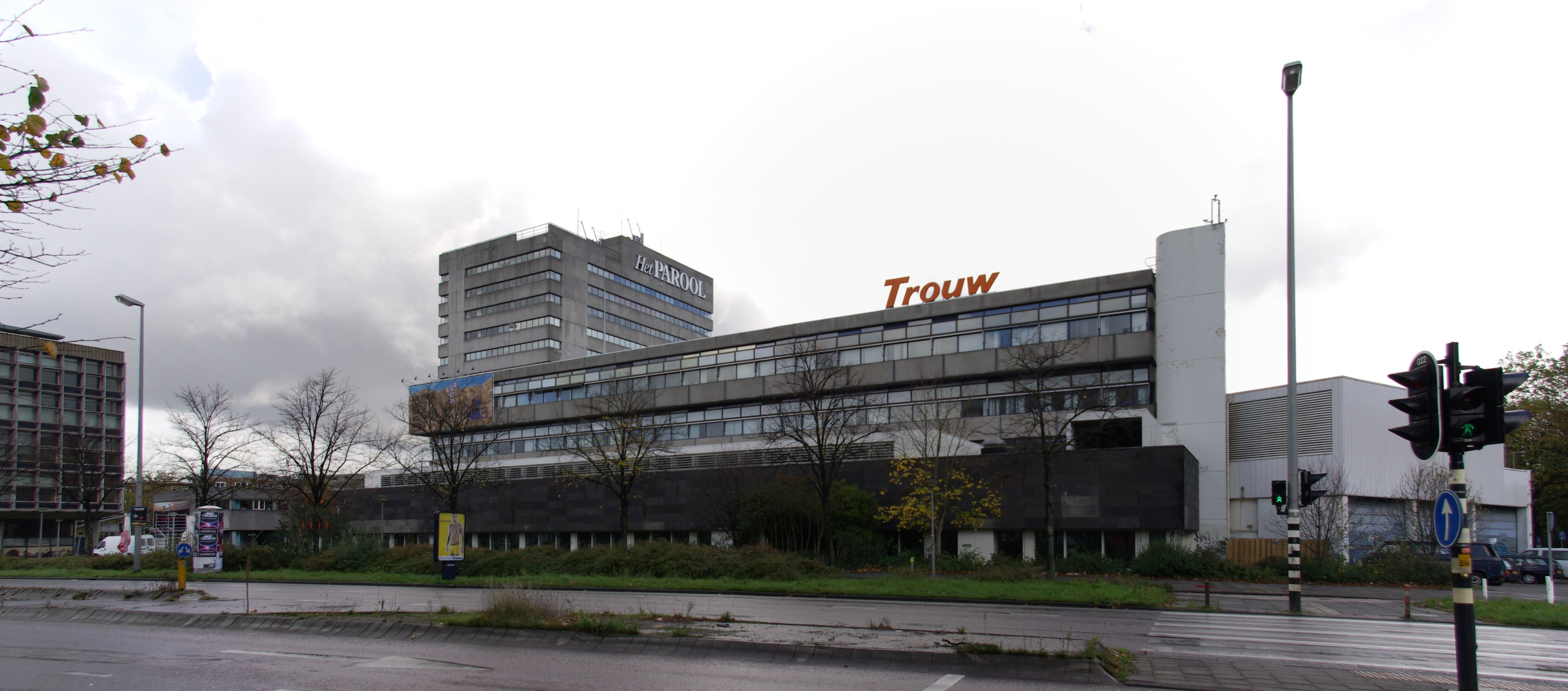
Voormalig kantoorgebouw van Het Parool en Trouw aan de Wibautstraat te Amsterdam

Vanaf 25 juli 1940 verscheen in Nederland onder de naam De nieuwsbrief van Pieter 't Hoen een gestencild illegaal krantje met politiek nieuws. De nieuwsbrief werd gemaakt door Frans Goedhart. In de loop van 1940 zocht Goedhart contact met diverse figuren die voor de oorlog belangrijke posities innamen binnen de pers en de sociaaldemocratische politiek, maar wier werk door de bezetting onmogelijk was geworden. Zo ontstond de groep oprichters van de verzetskrant Het Parool:
- Frans Goedhart - journalist.
- Eerste nrs.Odo Croiset drukker
- Lex Althoff - voor de oorlog redacteur van Het Volk
- Koos Vorrink - voorzitter van de SDAP
- Hans Warendorf - advocaat
- Maurits Kann - voormalig redacteur van De Groene Amsterdammer
- Jaap Nunes Vaz - voormalig redacteur van het ANP

Andere bekende medewerkers waren onder meer Kees de Groot, Jan Meyer, Wim van Norden en Gerrit Jan van Heuven Goedhart.
Spoedig na de oprichting raakte ook H.B. ('Stuuf') Wiardi Beckman, de voormalige hoofdredacteur van Het Volk, bij Het Parool betrokken. De eerste uitgave van Het Parool verscheen op 10 februari 1941. De naam van de krant was bedacht door Kann. Goedhart bedacht het motto: het aan het Wilhelmus ontleende 'Vrij onverveerd'. Vanaf augustus 1941 werd de krant niet meer gestencild, maar gedrukt. Hoe gevaarlijk het op grote schaal verspreiden van een krant als Het Parool was, moge blijken uit het lot van de oprichters: Kann werd in mei 1941 door de bezetters gearresteerd en op 29 maart 1942 gefusilleerd. Op 18 januari 1942 werden Goedhart en Wiardi Beckman bij een vluchtpoging naar Engeland gearresteerd. Goedhart werd ter dood veroordeeld, maar wist te ontsnappen. Wiardi Beckman stierf op 15 maart 1945 in het concentratiekamp Dachau aan tyfus. Nunes Vaz werd op 25 oktober 1942 gearresteerd wegens het niet dragen van de Jodenster. Hij stierf in het vernietigingskamp Sobibór. Volgens een onderzoek van Madelon de Keizer in 1991 hebben in totaal bijna 80 medewerkers van Het Parool de oorlog niet overleefd.
Behalve deze 'kopstukken' werden ook vele drukkers en verspreiders van het blad gearresteerd en veelal ter dood veroordeeld. Zo regelde Simon Carmiggelt de druktechnische verzorging voor Den Haag, maar toen de grond hem daar te heet onder de voeten werd, verhuisde hij naar Amsterdam. Daar werd hij eenmaal gearresteerd, maar vrijgelaten omdat iemand die bij de gevangenis werkte de kopij en drukproeven die in zijn bezit waren, had verdonkeremaand.

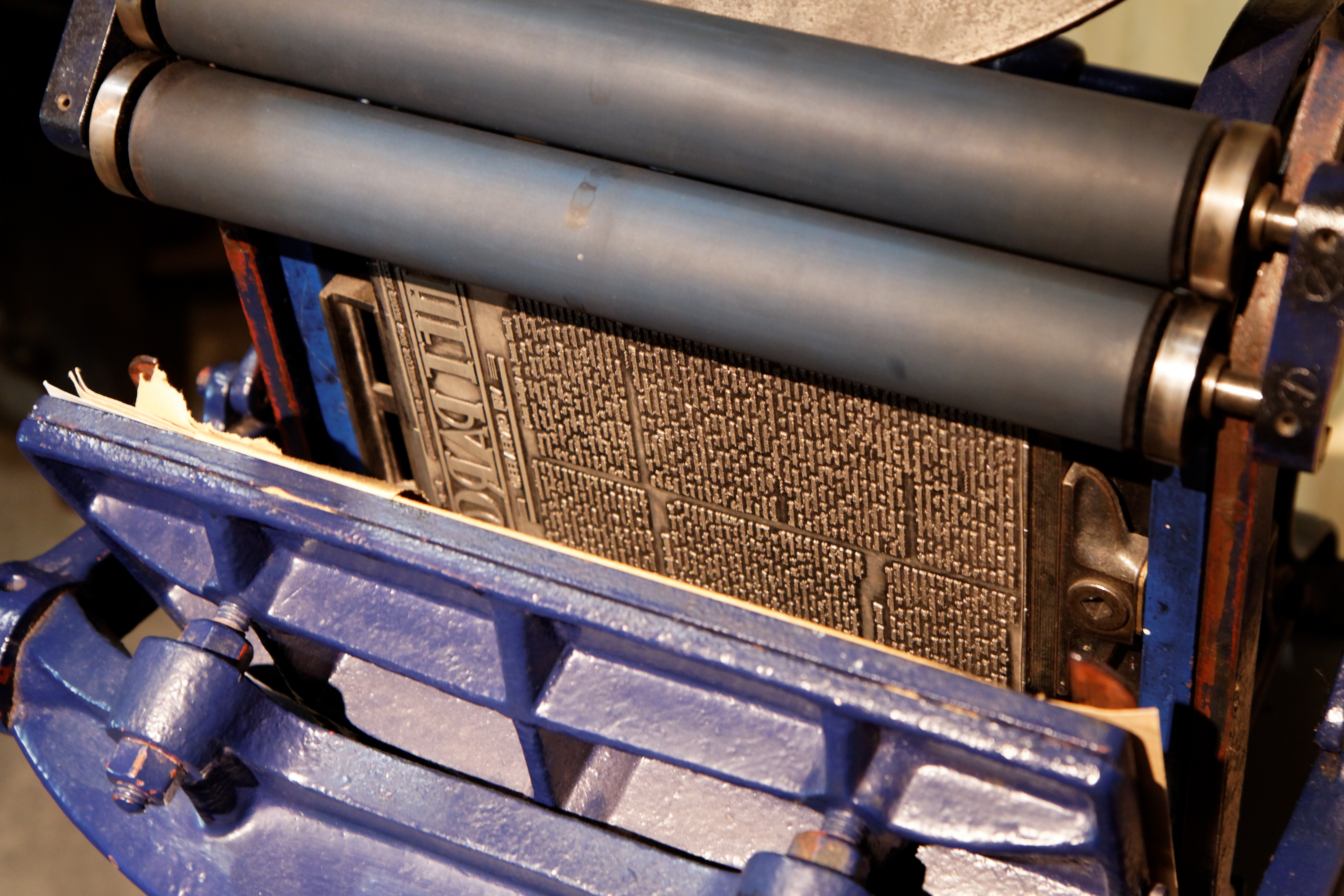
Een drukpers van Het Parool in het Verzetsmuseum

Na deze arrestatiegolf lag het lot van Het Parool in handen van de enig overgebleven redacteur, Kees de Groot, een jonge jurist. Koos Vorrink en Lex Althoff waren wegens ideologische en tactische geschillen uitgetreden. De Groot kreeg evenwel spoedig steun van Gerrit Jan van Heuven Goedhart, voor de oorlog hoofdredacteur van het Utrechts Nieuwsblad. Zij leidden het blad samen met Frans Goedhart, nadat die had weten te ontsnappen uit Kamp Vught, met zijn drieën. Onder hun leiding steeg de oplage van 10 000 tot 100 000 exemplaren.
Onder druk van een nieuwe arrestatiegolf eind januari 1944 vluchtte Van Heuven Goedhart naar Engeland; Simon Carmiggelt nam zijn plaats in de redactie over. Het zogenaamde tweede Parool-proces werd vanuit Duits oogpunt een mislukking: vijftien gedaagden werden naar Duitsland weggevoerd, maar acht werden vrijgesproken en de leiding bleef intact. Vanaf Dolle Dinsdag wist de krant een oplage te bereiken van 100 000 exemplaren en gaf tijdelijk zelfs dagelijkse bulletins uit.
Het Parool was ook de eerste ex-illegale krant die in vrijheid in Zuid-Nederland verscheen.

### Het Parool na de oorlog

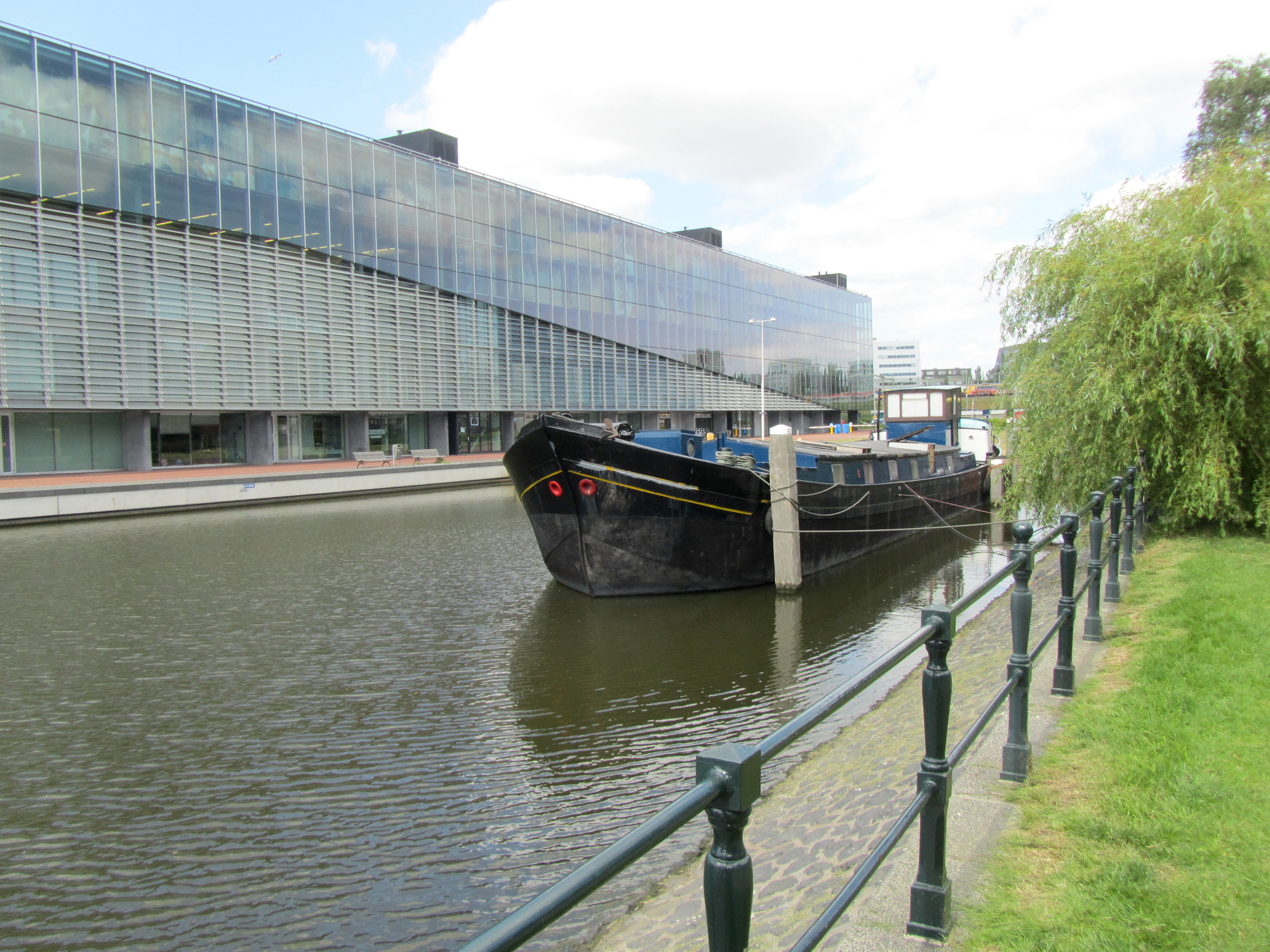
Het INIT-gebouw op Oostenburgereiland, waar Het Parool van 2003-2024 kantoor hield

Op 6 mei 1945 opende de krant met de kop: 'De capitulatie is thans een feit.' Het was de eerste voorpagina waarop het redactieadres vermeld stond: Nieuwezijds Voorburgwal 225, op de tweede verdieping van het pand van De Telegraaf. Er werden 1050 exemplaren gedrukt, waarvan er 540 werden verkocht en driehonderd zoekraakten, uit handen van de verspreiders getrokken. Naar schatting kreeg de krant in die eerste weken vierhonderdduizend abonnementsaanvragen, veel meer dan kon worden gedrukt of administratief verwerkt. Vanwege de papierschaarste telde de krant de eerste periode na de oorlog vier volgedrukte pagina's op halfformaat. Een gevolg van deze situatie was dat in de praktijk niet de hoofdredacteur maar de opmaakredacteur de machtigste persoon was: 'Die eerste maanden was er dus maar een die de echte keuzes maakte: Simon Carmiggelt.'
Op 1 december 1945 werd de in de illegaliteit opgestelde stichtingsakte door de notaris bevestigd, met vermelding van de vijf aanwezige oprichters: Frans Johannes Goedhart, Gerrit Jan van Heuven Goedhart, Jan Meijer, Wim van Norden en Simon Carmiggelt. Deze werden bestuursleden van de stichting, evenals de in Londen verblijvende Johan Warendorf. Eind twintigste eeuw waren zij allen nog in leven.
Hoewel de krant een geestverwant van de sociaaldemocratie was, was het daarvan geen klakkeloze spreekbuis en heerste er vooral "een vrijdenkersgeest die elders heel wat minder vanzelfsprekend was." Ze ontwikkelde snel een eigen stijl en toon. De papiernood dwong tot korte, ter zake berichten. De redactie bestond vooral uit moderne twintigers en dertigers. "En boven alles was hun grondtoon luchtig en ironisch gedistingeerd, enigszins naar Angelsaksisch voorbeeld, maar vermengd met Hollandse nuchterheid."
Na de oorlog werd Het Parool een succesvol dagblad. De krant was populair, voor een groot deel door haar oorlogsverleden. In 1968 gingen Het Parool en de concurrent de Volkskrant samen in het bedrijf de Perscombinatie, waarbinnen Het Parool aanvankelijk de toonaangevende krant was. De slogan in die tijd was: "Het Parool, léés die krant". Vanaf 1975 ging het bergafwaarts. De krant verloor lezers en leed steeds grotere verliezen. In 1997 werd de beslissing genomen dat Het Parool zich volledig ging richten op Amsterdam. De verliezen werden kleiner, maar toch wilde de inmiddels tot PCM Uitgevers omgedoopte eigenaar van de krant af.
Het Parool verzelfstandigde zich op 1 januari 2003 met hulp van De Persgroep uit Vlaanderen, die grootaandeelhouder werd. Een stap, waarin de toenmalige voorzitter van de Stichting Het Parool, Milly van Stiphout-Croonenberg, een grote rol speelde. De Stichting investeerde zeven miljoen euro, De Persgroep vier miljoen en de rest, ongeveer vijf miljoen, werd bijeengebracht door bedrijven en medewerkers. De nieuw gevormde holding kreeg de naam Onverveerd N.V.
Eind 2003 boekte de krant de eerste winst. Op 31 maart 2004 ging Het Parool over op het tabloidformaat. 
De redaktie van de krant was van 1946-1964 gevestigd op de Nieuwezijds Voorburgwal, van 1964-2003 in de Parooldriehoek, een gebouw aan de Wibautstraat, van 2003-2024 in een bedrijfsverzamelgebouw op het eiland Oostenburg en sinds 6 mei 2024 in het multifunctioneel gebouw Mediavaert aan de Van der Madeweg 40 in Amsterdam-Duivendrecht naast de drukkerij die daar sinds 2001 is gevestigd.

### Oplagecijfers
Totaal betaalde gerichte oplage volgens HOI, Instituut voor Media Auditing en Jan van de Plasse: Kroniek van de Nederlandse dagblad- en opiniepers, Otto Cramwinckel Uitgever, Amsterdam 2005, ISBN 90-75727-77-1.
- 1945: 324.000
- 1950: 150.000
- 1960: 160.600
- 1970: 160.000
- 1980: 161.200
- 1985: 134.200

- 1990: 100.600
- 1995: 101.550
- 2000: 89.246
- 2001: 89.295
- 2002: 87.774
- 2003: 87.447

- 2009: 64.399
- 2010: 63.303 (-1,7%)
- 2011: 62.118 (-1,9%)[11]
- 2012: 58.305 (-6,1%)[12]
- 2013: 56.673 (-2,8%)
- 2014: 50.083 (-11,6%)

- 2015: 46.822 (-6,5%)
- 2016: 43.800 (-6,5%)
- 2017: 41.571 (-5,1%)

Gemiddeld verspreide oplage van Het Parool tussen 2001 en 2017
Cijfers volgens HOI, Instituut voor Media Auditing

#### Magazine PS van de Week
| Jaar | Betaalde gerichte oplage | Totaal verspreide oplage |        |
| ---- | ------------------------ | ------------------------ | ------ |
| 2004 | 0                        | 96.427                   | [ 14 ] |
| 2006 | 0                        | 92.843                   | [ 15 ] |
| 2007 | 0                        | 93.093                   | [ 16 ] |
| 2011 | 0                        | 80.429                   | [ 17 ] |
| 2012 | 0                        | 77.730                   | [ 18 ] |
| 2022 | 0                        | 51.742                   | [ 19 ] |

## Redacteuren en medewerkers

### Hoofdredacteuren
| Gerrit Jan van Heuven Goedhart       | 1945-1950 |
| Peter John Koets                     | 1951-1961 |
| Herman Sandberg                      | 1961-1981 |
| Wouter Gortzak                       | 1981-1987 |
| Sytze van der Zee                    | 1988-1996 |
| Matthijs van Nieuwkerk               | 1996-2000 |
| Erik van Gruijthuijsen               | 2001-2007 |
| Barbara van Beukering                | 2007-2015 |
| Ronald Ockhuysen                     | 2015-2020 |
| Kamilla Leupen                       | 2021-2025 |
| Jildou van der Bijl en Michiel Couzy | 2025-2025 |

### Medewerkers/columnisten
Het Parool had en heeft naast de oprichters een schare medewerkers, van wie een aantal (voor sommigen geldt: nog steeds) landelijke bekendheid geniet of genoot:
- Wim Hora Adema
- Paul Arnoldussen ('Amsterdams mooiste woord')
- Jet Berkhout
- Joep Bertrams
- Marcus van Blankenstein
- Ad Bloemendaal
- Martin Bril
- Simon Carmiggelt ('Kronkel')
- Johannes van Dam ('Proefwerk')
- Roelf Jan Duin
- Piet van den Ende
- Theo van Gogh
- H.A. Gomperts
- Hanneke Groenteman
- Arnon Grunberg
- Arnold Heertje
- Raoul Heertje
- Theodor Holman
- Henri Knap (Dagboekanier van 'Amsterdam Dagboek')
- Hein de Kort ('Piet & Riet van de Buis')
- Ischa Meijer ('De Dikke Man')
- Bart Middelburg (misdaadjournalist)
- Albert van Hoogenbemt
- Frenk der Nederlanden (stadschroniqueur)
- Max Pam
- Jan Pen
- Prem Radhakishun
- Marte Röling
- Jeanne Roos
- Heleen van Royen
- Sjoerd van der Schaaf
- Nico Scheepmaker
- Annie M.G. Schmidt
- A.L. Snijders
- Henk Spaan
- Karin Spaink
- Peter van Straaten ('Vader & Zoon', 'Dagelijks leven')
- Paul van 't Veer
- Hiske Versprille ('Proefwerk' opvolgster Johannes van Dam)
- Natascha van Weezel
- Evert Werkman (Logboek, opvolger van Henri Knap)
- Fiep Westendorp
- Willem Wittkampf
- Nilgün Yerli

## Wetenswaardigheden
- Op 30 oktober 1965 publiceerde Het Parool voor het eerst de PS Popparade, ook wel de Parool Top 20 genoemd. De hoogste 10 van deze hitlijst zouden vanaf 5 februari 1966 ruim 1½ jaar uitgezonden worden in het programma Tijd voor Teenagers van de VARA op Hilversum 3.
- In 2004 werd Het Parool uitgeroepen tot de best vormgegeven regionale krant van Europa en won daarmee de European Newspaper Award.[20]
- Het Parool maakt ook online programma's voor hun eigen website, waaronder Pancetta e Fagioli dat van oktober 2008 tot februari 2009 met televisiekok Roberta Pagnier te zien was.[21]
- Op 31 december 2009 verscheen het 20.000ste nummer van Het Parool, bij uitzondering ongeniet en op extra dik papier gedrukt. In ieder exemplaar van deze krant was een reproductie op krantenpapier ingesloten van een van de vier kunstwerken die ter beschikking waren gesteld door de Nederlandse kunstenaars Ruud van Empel, Natasja Kensmil, Erwin Olaf en Michael Raedecker.
- In november 2016 is Het Parool voor de tweede keer uitgeroepen tot European Newspaper of the Year.[22]
- In april 2017 werd Het Parool onderscheiden als Worlds Best Designed Newspaper.[23]
- Tot 30 september 1971 heeft er naast het gewone Parool ook een Rotterdams Parool bestaan met stadsnieuws uit Rotterdam in plaats van Amsterdam, waarbij het landelijke en buitenlandse nieuws gelijk was aan het Amsterdamse Parool. Een vergelijkbare versie van Het Parool verscheen tot oktober 1964 in Den Haag onder de naam Haagsch Dagblad. In Utrecht verscheen van 1947 tot 1982 een lokale editie onder de titel Nieuw Utrechts Dagblad.
- Van 5 mei 1982 tot 15 oktober 1988 verscheen in Flevoland een kopblad van Het Parool onder de titel Flevo Parool.
- Als relatief kleine krant beschikte het niet over de middelen voor een voltijds redacteur voor de televisierecensie. Daarom bedacht men in 1988 het collectief pseudoniem 'Han Lips' waarbij de recensie door verschillende redacteuren werd geschreven. De naam was afgeleid van een fictief naar de televisie kijkend neefje van en als ode aan oud omroepster Hannie Lips. Op 6 mei 2023 verscheen de recensie voor het laatst zonder naam van de echte redacteur.[24]
- Naast het nieuwskatern verschijnt dagelijks de bijlage "PS" en op zaterdag het magazine "PS van de week".
- Vanaf 3 januari 2022 is de krant, na meer dan 80 jaar, van een middag- in een ochtendkrant omgezet.[25]